# Résistance au Luxembourg pendant la Seconde Guerre mondiale
 (avril 2022).
La résistance au Luxembourg pendant la Seconde Guerre mondiale est un mouvement faisant suite à l'invasion du Luxembourg en 1940.

## Contexte
L'Allemagne nazie entreprend après l'invasion une politique implicite de germanisation du Luxembourg, notamment par l'interdiction de la langue française. Elle se concrétise ensuite en 1942 par l'intégration du territoire du grand-duché au Gau Koblenz-Trier (en), ce qui traduit en fait une annexion au Reich, et l'enrôlement de force des Luxembourgeois dans l'armée allemande. Dans cette situation, la population adopte deux attitudes opposées : soit la collaboration, soit la résistance.

## La résistance

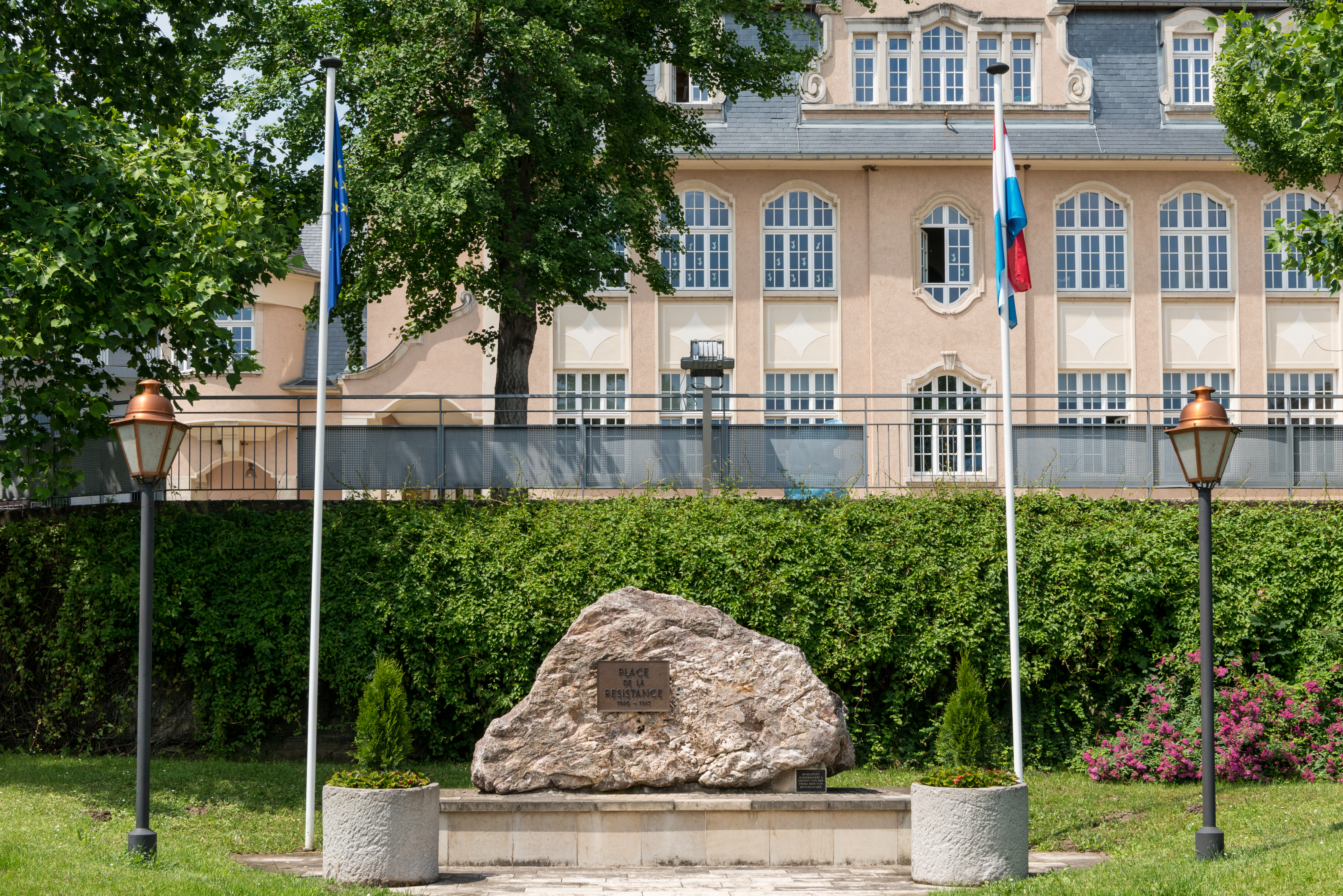
Monument commémoratif de la Résistance luxembourgeoise à Remich

Dès l'invasion du pays, l'esprit de résistance se manifeste, incarné par le prince Jean, futur grand-duc, évacué par l'armée française vers le Royaume-Uni.
En 1942, 10 200 Luxembourgeois furent obligés d'intégrer l'armée allemande. En réponse, le pays réagit en aout 1942 avec une grève générale qui sera rapidement réprimée dans le sang. La résistance cacha près de 3600 réfractaires ou déserteurs.
Le 25 février 1944, 23 chefs de la Résistance luxembourgeoise sont exécutés par les nazis près du camp de concentration de Hinzert dans le massif du Hunsrück (Rhénanie-Palatinat),. La résistance luxembourgeoise mena des actes de guérilla et de sabotage contre l'occupant nazi jusqu'en 1944. Par la suite, elle combattit aux côtés des troupes américaines lors de la libération du pays les 9 et 10 septembre 1944 avant d'être réoccupé brièvement lors de la bataille des Ardennes en décembre 1944-janvier 1945.
Au total, durant l'Occupation, ce sont au total 5 700 Luxembourgeois qui furent également déportés et massacrés par les nazis.
Après la capitulation allemande, les résistants luxembourgeois participèrent, en tant que militaires, à l'occupation de l'Allemagne.

## Foyers de résistance
Les principaux foyers de résistance se situaient dans le sud du pays, notamment à Esch-sur-Alzette.

## Mouvements
Groupes chrétiens, libéraux et patriotiques (désignation NS: "Reaktion"):
Unio'n vun de Lëtzebuerger Fräiheetsorganisatiounen (Unio'n), 1944:
• Lëtzeburger Patriote Liga (LPL), 1940
• Lëtzebuerger Legio'n (LL), 1940 => Letzeburger Volleks-Legio'n (LVL), 1941
• Trei Lëtzeburger Studenten (TLS), 1941
• Lëtzebuerger Scouten ≈ Lëtzeburger Freihéts-Kämpfer (LFK), 1940
• Lëtzeburger Ro'de Lé'w, 1941
• Lëtzeburger Freihéts-Bond ≈ Lëtzeburger Freihéts-Bewegong (LFB), 1940
• Patriotes Indépendants ("PI-Men"), 1940
Groupes communistes et international-socialistes (désignation NS: "Rotfront"):
• Aktiv Letzeburger Enhétsfront ge'nt de Faschismus (ALEF), 1940
• Kommunistesche Kampfgrupp Schëffleng ("Alweraje"), 1941

## Personnalités de la résistance luxembourgeoise
- Madeleine Weis-Bauler[3]
- Lucien Kohn
- Léon Weirich
- Zénon Bernard
- Jean Origer
- Jean-Baptiste Esch
- Pierre Schummer
- Nicolas Schummer
- Eugène Léger
- Emile Maar
- François Nilles
- Jean-Pierre Nilles
- Raymond Petit[3]
- Émile Lefort.

## Musées
Des musées nationaux concernant la résistance luxembourgeoise existent au Luxembourg. On peut notamment citer :
- le Musée National de la Résistance, situé à Esch-sur-Alzette[8]
- le Musée Patton, situé à Ettelbruck
- le Musée de la Résistance, situé à Schifflange
- le Musée de la Seconde Guerre mondiale, situé à Insenborn
- le Musée Mémorial de la Déportation, situé à Luxembourg
- le Musée militaire, situé à Diekirch